# Dengeki Sentai Changeman (canção)
Dengeki Sentai Changeman é um single de Hironobu Kageyama (creditado como KAGE) lançado pela Nippon Columbia em 21 de fevereiro de 1985. Foi composta para ser a música de abertura da série homônima, conhecida no Brasil como Esquadrão Relâmpago Changeman.

## Produção
Kageyama vinha se dedicando a sua carreira solo após o término da sua banda, LAZY, quando recebeu o convite de Hidetoshi Kimura, da Nippon Columbia, para gravar a abertura de Esquadrão Relâmpago Changeman. O diretor da gravadora sugeriu que, como era uma música para uma série Super Sentai, com o foco mais infantil, que o cantor poderia usar um pseudônimo para que se mantivesse um trabalho separado de sua carreira solo, e sugeriu a alcunha KAGE, que acabou sendo usada pelo artista por um tempo.
O single contém a abertura da série, "Dengeki Sentai Changeman", e o encerramento, "NEVER STOP Changeman". Como era de praxe na época, o cantor selecionado para uma série desse tipo fazia a abertura, o encerramento e várias outras dedicadas a personagens e até umas lançadas em álbuns que nunca tocaram na série de verdade. Kageyama acabou por gravar diversas músicas para Changeman, a maioria lançadas no álbum Dengeki Sentai Changeman Hit Kyokushuu.
O single foi relançado em CD em 22 de março de 2006, nos relançamentos de vários singles devido às comemorações de 30 anos de séries Super Sentai. Na ocasião, as duas faixas foram acrescidas de suas versões instrumentais. Apenas 5000 cópias foram lançadas.

## Legado
O sucesso foi tamanho que a carreira de Kageyama deu uma guinada e ele começou a se dedicar a lançar músicas para séries de tokusatsu e animes, atingindo grande sucesso com canções feitas para Hikari Sentai Maskman, Dragon Ball Z, Os Cavaleiros do Zodíaco, entre outros. Ele só voltaria a lançar um álbum de sua carreira solo quinze anos depois, com I'm in You, de 2000.
Com o sucesso da série no Brasil, um álbum foi produzido no país. Nele, as duas músicas deste single ganharam versões em português, renomeadas como "Changeman" e "Esquadrão Relâmpago", respectivamente.

## Recepção
No relançamento de 2006, o Godzilla Monster Music disse que as faixas são "músicas alegres e animadas que são muito agradáveis"
O site Anime Anime organizou uma votação popular das melhores músicas de Kageyama, e "Dengeki Sentai Changeman" ficou na quarta colocação.

## Faixas
| N.º            | Título                     | Letras          | Música         | Arranjo        | Duração |  |
| 1.             | "Dengeki Sentai Changeman" | Yoshiaki Sagara | Katsuo Ohno    | Tatsumi Yano   | 3:00    |  |
| 2.             | "NEVER STOP Changeman"     | Y. Sagara       | K. Ohno        | T. Yano        | 3:05    |  |
| Duração total: | Duração total:             | Duração total:  | Duração total: | Duração total: | 6:05    |  |